# Ljepojevići
Ljepojevići (Servisch cyrillisch Љепојевићи) is een plaats in de Servische gemeente Nova Varoš. De plaats telt 126 inwoners (2002).